# Бака Деляну
Бака Петрівна Деляну (рум. Baca Deleanu, уроджена Бася Пейсаховна Рівеліс; 1921, Вад-Рашков — 2005, Кишинів) — молдавська письменниця і перекладачка художньої літератури єврейського походження. Дружина поета Лівіу Деляну.

## Біографія
Народилася 1921 року в Вад-Рашкові у єврейській родині провізора Пейсі (Пейсаха) Рівеліса (Рівелеса) та Фіри (Естер) Рівеліса. У дитячі роки жила із сім'єю в Сороках. З початком румунської окупації міста під час німецько-радянської війни була депортована з батьками та молодшою сестрою Цілею в Ольгопільське гетто в Трансністрії, де батьки були розстріляні. Після звільнення у 1944 році повернулася до Сорок, того ж року вийшла заміж за поета Лівіу Деляну.
Закінчила філологічний факультет Кишинівського університету.
Займалася перекладами художньої літератури (головним чином для дітей) з італійської, німецької, французької та російської мов молдавською (румунською) мовою . Після смерті чоловіка уклала і підготувала до друку близько тридцяти збірок його літературної спадщини .
Авторка книг для дітей та юнацтва, спогадів, літературної критики . У 2002 році за румунський переклад книги «Пригоди Чіполліно» удостоїлася почесного диплома міжнародної ради дитячої та юнацької літератури при ЮНЕСКО . Член Спілки письменників Молдови.
Похована в Кишиневі поряд із чоловіком.

## Публікації

### Переклади
- Вінцент Шикула[sk]. O vacanţă cu moş Rafael. Кишинів: Луміна, 1970. — 119 с.
- Леонід Волинський. Verdele arbor al veţii. Кишинів: Луміна, 1971. — 160 с.
- Ладо Мрелашвілі. Ştrengarii din Ikalto: Povestire. Кишинів: Луміна, 1974. — 228 с.
- Володимир Одоєвський . Moş Gerilă: Poveste. Художник Вольф Бульба . Кишинев: Література артистике, 1977.
- Джанні Родарі . Aventurile lui Ceapolino. Ілюстрації Володимира Сутєєва . Кишинів: Література артистике, 1977. — 232 с.
- Інге Марія Грімм[de]. Şvip şi Şvap la Marea Piticilor. Художник Вольф Бульба. Кишинів: Література артистике, 1977. — 158 с.
- Інге Марія Грімм[de]. Şvip şi Şvap la Marea Piticilor. Частина друга. Художник Вольф Бульба. Кишинів: Література артистике, 1981. — 176 с.
- Інге Марія Грімм[de]. Şvip şi Şvap la Marea Piticilor. Частина третя. Художник Вольф Бульба. Кишинів: Література артистике, 1983. — 144 с.
- Ено Рауд. Manşon, Jumaghiată şi Barbă de Muşchi. Кишинев: Література артистике, 1985. — 197 с.
- Віталій Губарєв. Trei pe-o insulă: Povestiri-basme. Кишинів: Література артистике, 1985. — 318 с.
- Ернст Гофман. Spărgătorul de Nuci şi Regele Şoarecilor — Спергеторул де нуч ши Реӂеле Шоаречілор (Лускунчик і мишачий король). Ілюстрації Вольфа Бульби. Кишинів: Література артистике, 1989. — 89 с.
- Джанні Родарі. Aventurile lui Ceapolino. Кишинів: Editura Prut Internaţional, 2000. — 158 с.

### Художня проза
- Carte pentru tine şi despre tine (Книга про тебе і для тебе). Кишинів: Література артистике, 1983. — 112 с.
- Drumeția noastră: evocări (Наша подорож, повість). Кишинів: Hyperion, 1992. — 173 с.